# Nagai Júicsiró
Nagai Júicsiró (Tokió, 1979. február 14. –) japán válogatott labdarúgó.
A japán válogatott tagjaként részt vett a 2003-as konföderációs kupán.

## Statisztika
| Japán válogatott | Japán válogatott | Japán válogatott |
| Időszak          | Mérk.            | gól              |
| ---------------- | ---------------- | ---------------- |
| 2003             | 4                | 1                |
| Összesen         | 4                | 1                |